# Reform der deutschen Rechtschreibung von 1996/Pro und Kontra
Dieser Artikel resümiert Argumente, die in der öffentlichen Debatte Pro und Kontra die Reform der deutschen Rechtschreibung von 1996 angeführt wurden.

## Ziele der Reform

### Vereinfachung des Schreibenlernens
Erklärtes Ziel der Rechtschreibreform war es, das Schreiben und das Schreibenlernen zu erleichtern. Ob die reformierten Regeln diese Forderung tatsächlich erfüllen, ist umstritten. Die Modifikationen von Regeln nach 1996, Reaktionen auf inhaltliche Kritik und den Vorwurf mangelnder demokratischer Legitimation der Reform, werden als Quelle zusätzlicher Verunsicherung beklagt. Kritiker behaupten außerdem, die Lesbarkeit habe unter der Reform gelitten. Sie sei wesentlich wichtiger als eine – eventuell erleichterte – Schreibbarkeit.

### Aufbrechen des Dudenprivilegs
Der damalige Vorsitzende der Zwischenstaatlichen Kommission für deutsche Rechtschreibung, Karl Blüml, zugleich Mitarbeiter des „Österreichischen Wörterbuchs“, äußerte im Jahr 1998: „Das Ziel der Reform waren gar nicht die Neuerungen. Das Ziel war, die Rechtschreibregelung aus der Kompetenz eines deutschen Privatverlags in die staatliche Kompetenz zurückzuholen und das Erlernen der Schreibung zu erleichtern.“

## Kritik am Zustandekommen der Reform
Kritiker werfen der Kultusministerkonferenz vor, dass die Zusammensetzung der Kommission der Sache nicht dienlich gewesen sei, indem ihr zahlreiche Fachleute angehörten, die in ihrem Fach für isolierte und ungewöhnliche Meinungen bekannt seien.
Günther Drosdowski, der ehemalige Leiter der Dudenredaktion, schrieb 1996 in einem Brief an Theodor Ickler: „in der Rechtschreibkommission und in den Arbeitsgruppen herrschten mafiaähnliche Zustände. Einige Reformer hatten von der Verschriftung der Sprache und der Funktion der Rechtschreibung für die Sprachgemeinschaft keine Ahnung, von der Grammatik, ohne die es bei Regelungen der Orthographie nun einmal nicht geht, sowieso nicht.“, „ein Rüpelstück schon allein die Besetzung“.
Anfang 2003 wurde in der Süddeutschen Zeitung darauf hingewiesen, dass einige Mitglieder der Kommission ein wirtschaftliches Interesse an der Rechtschreibreform hatten.
Zudem habe sich die Politik zu eilig dazu hinreißen lassen, weil der Bertelsmann-Verlag bereits dadurch Tatsachen geschaffen hatte, dass er schon vor der Unterzeichnung des Wiener Abkommens die Auflage fertig gedruckt hatte. Außerdem habe die Politik die Zusage gebrochen, dass die Reform zurückgenommen werde, sobald in einem Bundesland die Rechtschreibreform per Volksentscheid gekippt würde.

## Argumente für die Rechtschreibreform von 1996
Die hessische Kultusministerin Karin Wolff veröffentlichte im September 2004 die folgenden Argumente als „10 gute Gründe für die Rechtschreibreform“:
1. Einfachheit der Rechtschreibung
2. Alte Rechtschreibung – viele Ausnahmen untergraben die Regeln
3. Neue Rechtschreibung – bessere Erlernbarkeit und Handhabbarkeit
4. Das Stammprinzip wird gefestigt
5. Neue s-Schreibung
6. Keine Streichung beim Zusammentreffen von drei Konsonanten
7. Getrenntschreibung wird geregelt
8. Großschreibung von Substantiven wird gestärkt
9. Kleinschreibung bei festen Verbindungen von Adjektiv und Substantiv wird festgelegt
10. Trennung nach Sprechsilben

Eine kritische Betrachtung dieser Argumente durch Thomas Paulwitz findet sich auf den Seiten der Deutschen Sprachwelt. Punkt 9 sowie die Abtrennung einzelner Buchstaben gemäß Punkt 10 sind seit der Überarbeitung der Reformregeln durch den Rat für deutsche Rechtschreibung im Jahr 2006 hinfällig.

## Argumente gegen die Rechtschreibreform von 1996
Deskription kontra Präskription
Die Reformkritiker wenden sich gegen die Sprachnormung bzw. Präskription, d. h. gegen die willkürlichen und undemokratischen Eingriffe der Reformer in die Rechtschreibung und damit in die natürliche Sprachentwicklung. Sie fordern die Beibehaltung der bisherigen Methode der Deskription, d. h. eine differenzierte Beschreibung des Sprach- bzw. Schreibgebrauchs (Usus). Andererseits gibt die Reform viele Schreibungen frei, indem sie bisherige Muss-Vorschriften in Kann-Vorschriften verwandelt hat, was jedoch auch Nachteile hat für Lexikographie, Recherche und Lernaufwand für Lehrer. Reformbefürworter argumentieren oft dagegen, dass es eine solche natürliche Sprachentwicklung durch die staatliche Festlegung kaum noch gab.
Zudem verkennen die Verfechter der Deskription, dass Rechtschreibung als solche für jeden Einzelnen zunächst einmal Präskription bedeutet, da sie für jedes Wort eine Schreibweise vorschreibt. Das Erlernen der Rechtschreibung ist auch Bestandteil der individuellen Emanzipation. Aber diese Präskription ist umso lastender, je komplizierter die Regeln sind und je größer die Zahl vorgeschriebener Ausnahmen.
Schaffung zusätzlicher Mehrdeutigkeit
Manche bisher eindeutigen Sätze sind nun syntaktisch oder semantisch mehrdeutig, solange man sie nur schriftlich hat. Wer sie vorliest, muss sich erst für eine der Bedeutungen entscheiden und dann entsprechend betonen. „Einer muss sich plagen, der Schreiber oder der Leser“, sagt Wolf Schneider.
Bruch mit Ausspracheregeln oder Veränderung auch der Aussprache
Die gesprochene Sprache ist das Ursprüngliche, hat also Vorrang; die Schrift soll sie darstellen, hat also dienende Funktion. Die Reform missachtet diesen Vorrang:
- „Plazieren“ wurde mit langem a gesprochen; soll man jetzt „platzieren“ wegen des „tz“ mit kurzem a sprechen?
- Soll ich den Familiennamen „Saß“ (von „Sachse“ oder „Sasse“, jedenfalls kurz) jetzt mit langem „a“ sprechen?
- Soll ich nicht mehr singen „Rauhe Winde wehn von Norden“?
- Soll ich den mittleren Vokal in aufwändig jetzt anders sprechen als bisher (und unverändert in wendig)?

Bruch mit der Grammatik
Manche Änderung missversteht die Wortart:
- In „gestern abend“ ist „abend“ ein Adverb der Zeit, verkürzt für „abends“. Groß geschrieben ist es grammatisch nicht mehr darstellbar.
- In „ich bin schuld“ ist „schuld“ ein Adjektiv, verkürzt für „schuldig“. Groß geschrieben ist es grammatisch nicht mehr darstellbar.

Kulturelle Kontinuität
Jede Rechtschreibreform schafft – zusätzlich zum Zahn der Zeit und nicht in derselben Weise – Distanz zwischen uns und unserem kulturellen Erbe: Alte Bücher werden der mit der Rechtschreibreform aufgewachsenen Generation noch älter erscheinen, als sie es aus stilistischen und inhaltlichen Gründen tun, weil auch die Schreibweise antiquiert erscheinen wird. Neuauflagen in neuer Rechtschreibung lösen zwar dieses Problem, schaffen dabei aber ein neues, größeres, wenn Ausdrucksnuancen verändert oder eliminiert werden (z. B. gräulich – greulich). Reformbefürworter entgegnen, dass schon heute viele Klassiker nicht mehr im Original gelesen werden, da diese nach Einführung der Regeln 1902 schon einmal angepasst wurden. Die damaligen Änderungen waren weitaus einschneidender (thun – tun, seyn – sein) und haben trotzdem klassische Werke nicht entstellt.
Biographische Kontinuität
Eine Rechtschreibreform bedeutet einen Eingriff in die Beziehung eines Lesers zu seiner Sprache. Der Schriftsteller Reiner Kunze spricht von der Aura der Wörter:
„Das Wort besitzt eine Aura, die aus seinem Schriftbild, seinem Klang und den Assoziationen besteht, die es in uns hervorruft, und je wichtiger und gebräuchlicher ein Wort ist, desto intensiver und prägender ist diese Aura. Wer sie zerstört, zerstört etwas in uns, er tastet den Fundus unseres Unbewußten an. Wird man also ständig mit Wörtern konfrontiert, deren Aura zerstört ist, weil sie zerschnitten sind (‚weit gehend‘ statt ‚weitgehend‘), weil sie so, wie sie jetzt geschrieben werden, anders klingen (‚anders Denkende‘ statt ‚Andersdenkende‘) oder weil man ihnen eine Packung von drei ‚s‘ verpaßt und ihnen dann eine Spreizstange eingezogen hat (‚Fluss-Senke‘), dann ist die Wahrnehmung dieser Zerstörung jedesmal ein Mikrotrauma, eine winzige psychische Läsion, was auf die Dauer entweder zu Sprachdesensibilisierung, Abstumpfung und Resignation oder zu zunehmend unfreundlicheren Gefühlen denen gegenüber führt, die das alles ohne Not verursacht haben.“
In ähnlichem Sinne äußerten sich schon Wittgenstein und Grillparzer zu früheren Rechtschreibreformen.
Ein Teil von Kunzes Kritik trifft nach der Reform der Reform nicht mehr zu.
Was Kunze als Aura bezeichnet, reicht allerdings von Regeln, die im gewöhnlichen Schulunterricht (Deutsch für Deutsche) nur unzureichend vermittelt werden, bis zu individuellen Assoziationen. Diese individuellen Assoziationen zu traditionellen Schreibweisen müssen aber nicht zwangsläufig positiv sein. So etwa kann die Schreibung des f-Lautes als ph in Wörtern griechischer Herkunft auch als klassizistisches Getue erlebt werden.
Ästhetische Argumente
Eine alte Schreibweise sei schlicht und einfach schöner gewesen als eine neue. Dieses Argument wurde 1901 gegen den Wegfall des h in Wörtern wie z. B. Athem, Heimath, thöricht angeführt; 1996 richtete es sich vor allem gegen die ss-ß-Neuregelung, die Konsonantenverdreifachung vor Vokalen, z. B. in Schifffahrt (obwohl auch vor der Reform Dreifachkonsonanten die Regel waren, z. B. in farbstofffrei), die nun häufiger gegebene Möglichkeit, ph durch f zu ersetzen und gegen einzelne Änderungen von e in ä (z. B. Stängel und Bändel).
Deutsch als Fremdsprache
Viele ausländische Universitäten, vor allem im osteuropäischen und asiatischen Raum, können sich ein Umstellen des Lehrmaterial- bzw. Buchbestandes auf die neue Rechtschreibung finanziell nicht leisten und sind daher gezwungen, mit Lehrwerken in der hergebrachten Rechtschreibung zu arbeiten. Umgekehrt sehen sich die ausländischen Studenten mit dem neuen Regelwerk konfrontiert, so werden Zugangstests in der neuen Rechtschreibung abgehalten (Test Deutsch als Fremdsprache, TestDaF). Die Schaffung einer Vielzahl von Kann-Regeln, die sowohl die hergebrachte als auch eine neue Schreibung erlauben, erhöht den Lernaufwand für Nicht-Muttersprachler.
Gerade in Osteuropa kann allerdings der seit 1989 vollzogene Ideologiewechsel ohnehin eine Aktualisierung der Lehrmaterialien nahelegen.
Das Interesse, Deutsch als Fremdsprache zu wählen, hat darunter jedoch nachweislich nicht gelitten. Im europäischen Ausland gab es kaum Probleme bei der Einführung der neuen Rechtschreibung in den Sprachenunterricht. Dem Argument, die Rechtschreibreform sei nicht demokratisch legitimiert, halten Reformbefürworter entgegen, im Jahre 1901 sei die sogenannte alte Rechtschreibung per Erlass verordnet worden und somit nicht demokratischer eingeführt worden als die neue. Kritiker entgegnen darauf, dass das Demokratieverständnis heute sicher ein anderes sei als zur Kaiserzeit.
Mangelnder Empirismus
Ideologisch bestimmend für die Rechtschreibung ist die Definition von Regeln für die Schreibung von Wörtern. Dabei ist zu beobachten, dass vielfach eine Kluft zwischen regelgerechter Schreibung und empirischer Schreibung besteht. Vertreter einer empirisch vorgehenden Sprachwissenschaft verfahren nach dem Motto „Die Mehrheitsschreibung bestimmt die Regeln“. Rechtschreibregelwerke, die von Fachgremien bestimmt werden, sind aus dieser Sicht demokratisch mangelhaft legitimiert, weil sie den lebendigen kulturellen Entwicklungsfluss einer Sprache künstlich kanalisieren. Kasuistisch hat die Rechtschreibreform von 1996 die Kluft zwischen Regelwerk und Mehrheitsschreibung durch Vereinfachung der Regeln in den einschlägigen Zweifelsfällen verringert. Das bedeutet aber nicht, dass der regelbasierte Ansatz grundlegend hinterfragt wurde. Anzumerken ist, dass die Empirismuskritik sich von der traditionalistischen Kritik der Rechtschreibreform deutlich abgrenzt, denn ihre Kritik trifft auch und besonders die Verfechter der Traditionsschreibung. Strenge Vertreter des Empirismus lassen Reformen nur aus der Änderung des öffentlichen Sprachgebrauches zu. So sehen sie keine sachlichen Gründe, gegen eine Schreibung wie „Renate’s Imbiss“ zu argumentieren, wenn sie sich im praktischen Gebrauch durchgesetzt habe. Eine kontinuierliche Anpassung der Regelwerke an den allgemeinen Sprachgebrauch ist aus dieser Sicht die Rolle einer Rechtschreibreform, nicht jedoch das Einwirken auf den Sprachgebrauch durch Etablieren von Reformen. Zugrunde (Zu Grunde?) legen Empiristen also das Prinzip des Normativen Individualismus.
Rücknahme sprachökonomisch begründeter Formen
Ein von Seiten der Linguistik bemängelter Punkt ist die Aufgabe von Formen, die während jahrzehntelangen Schreibgebrauchs aus Gründen der Schreib- und Leseökonomie gebildet wurden, also etwa die Vermeidung von Konsonantenhäufungen in (herkömmlich): Schiffahrt oder Bettuch, der Gebrauch des ß als ökonomische ss-Ligatur. Hierin wird ein Rückschritt hinter Entwicklungen gesehen, die sich aus der Bewährung im Sprachgebrauch ergeben haben. Befürworter der Reform entgegnen, dass eine logische Wortbildung schreibökonomisch vorteilhaft sei und die klare Erkennbarkeit der Aussprache von ss und ß die Leseökonomie steigere (Beispiel: Strass (kurzes a) aber Straße (langes a)).
Vorschreibung etymologisch falscher Schreibweisen
Bei einigen Wörtern wurde unter Bezug auf eine volksetymologische Herleitung eine veränderte Schreibweise neu eingeführt (Beispiel „Tollpatsch“) und gleichzeitig die etymologisch richtige Schreibweise als falsch deklariert. Dem ist gerade am Beispiel „Tollpatsch“ entgegenzuhalten, dass hier die Volksetymologie („verrückt“ und „Schlag mit breitem Gegenstand“) das Wortverständnis unterstützt, während das Wissen um die ungarische Herkunft des Wortes für sein Verständnis und seine Verwendung bedeutungslos ist.
Schlechtere Lesbarkeit
Während eine Erleichterung des Schreibens ein ausdrückliches Ziel der Reform war, wurden für die Lesbarkeit Verbesserungen wie Verschlechterungen hingenommen. Nach Ansicht von Kritikern wird die Lesbarkeit durch die reformierte Rechtschreibung verschlechtert, was beim Wechsel von „ß“ zu „ss“ in „Messergebnis“ wohl zutrifft, beim so entstandenen Dreifach-s in Missstand oder Flusssenke aber nur eine Frage der Gewohnheit ist.

## Zu Grundsatzentscheidungen

### Grundsatzentscheidung gegen eine durchgehend etymologisch begründete Rechtschreibung
Der Richtungsstreit zwischen etymologisch begründeter und phonetisch ableitbarer Schreibung durchzieht die gesamte Geschichte der deutschen Rechtschreibung.
Besonderes Unverständnis bei vielen Reformgegnern rief die von Gerhard Augst propagierte volksetymologische Schreibung hervor, wonach nicht die tatsächliche Etymologie eines Wortes für dessen Schreibung entscheidend ist, sondern die nach Ansicht von Augst vom „Volk“ gesehene Zugehörigkeit zu einer Wortfamilie. Neu sind z. B. die Schreibweisen Stängel (da dieses Substantiv sprachgeschichtlich zur Wortfamilie von Stange gehört), schnäuzen (da dieses Verb über das Altnordische mit Schnauze verwandt ist), aber auch Quäntchen, weil es gemeinhin mit Quantum in Verbindung gebracht wird, obwohl es nicht von Quantum, sondern von der alten deutschen Maßeinheit Quent kommt. Weitere Beispielwörter sind „einbleuen“, welches im Widerspruch zur Herkunft reformiert zu „blau“ gebildet wird (also „einbläuen“) statt zu „bleuen“ (für „schlagen“), „belämmert“, das auf „Lamm“ zurückgeführt wird und „Tollpatsch“, das mit „toll“ in Verbindung gebracht wird. Insbesondere wurde kritisiert, dass die Schreibungen gemäß der tatsächlichen Etymologie normativ als falsch definiert wurden. Nach Ansicht von Reformgegnern wird dadurch einigen Wörtern ihre Etymologie genommen.

### Freigabe alternativer Schreibweisen
Zwar gab es schon immer Rechtschreibfragen, die auf Grundlage der amtlichen Regeln nicht eindeutig beantwortet werden konnten (z. B. „auf Grund, (jetzt häufig:) aufgrund“) und bei denen dem Schreiber freistand, sich nach seinem Gutdünken für eine der möglichen Schreibungen zu entscheiden. In der reformierten Schreibung gibt es jedoch explizit viele Fälle, in denen Alternativschreibungen zur Auswahl stehen (insbesondere bei der Schreibung von Fremdwörtern, bei der Groß- und Kleinschreibung, bei der Getrennt- und Zusammenschreibung, bei der Schreibung mit Bindestrich, bei der Interpunktion und bei der Trennung am Wortende). Durch die Revision der reformierten Schreibung ist die Zahl zulässiger Alternativen weiter gestiegen.
Manche Kritiker sehen darin einen Verlust an Einheitlichkeit der geschriebenen Sprache. Andererseits wird unter allen Einzelregelungen der Rechtschreibreform am heftigsten die Vereinheitlichung der Getrennt- und Zusammenschreibung beanstandet, die nach Meinung der Kritiker einen Verlust an Ausdrucksmöglichkeiten bedeutet.
Allerdings geben Alternativen Schreibern auch demokratische Mittel in die Hand, innerhalb eines Übergangszeitraums über die sinnvollste Schreibweise zu entscheiden, indem sie sich mit der Zeit einbürgert. Der Schreiber erhält durch die Alternativen also die Chance, weniger gute Schreibweisen durch bessere zu ersetzen. Ob er sie annimmt, ist ihm selbst überlassen. Zudem ist fraglich, ob eine exakte Festschreibung überhaupt erforderlich ist, solange alle Varianten eindeutig und für alle verständlich sind.
Theodor Ickler, einer der profiliertesten Kritiker der Rechtschreibreform, weist darauf hin, dass die alte Rechtschreibung wesentlich mehr Alternativschreibungen zuließ, als den meisten Schreibern bewusst war:
„Was die Grammatik erlaubt, kann die Orthographie nicht verbieten. Das ist der Kernsatz einer richtigen Dudenexegese. […] Einmal aufmerksam geworden, entdeckt man, daß fast alle Dudenregeln Kann-Bestimmungen sind, Spielräume eröffnen. […] Fast alle Bedenken, die man gegen Widersprüche und Haarspaltereien des Duden vorgebracht hat, lassen sich nach dem Prinzip der wohlwollenden Interpretation beseitigen.“
Das gilt auch nach der Rechtschreibreform. Die Rechtschreibreform enthält Regeln und Wortlisten. Die Wortlisten können nicht vollständig sein. Im Zweifelsfall werden sie durch Regeln ergänzt. Beispielsweise enthielten die ersten Duden-Auflagen nach der Reform den Eintrag „Sciencefiction“. Nach den Regeln kann man aber auch richtig schreiben: „Science-Fiction“, obwohl es nicht im angegebenen Wörterverzeichnis stand. Inzwischen geben die Wortlisten „Science-Fiction“ als Hauptvariante vor.
Ähnliches ist der Fall bei den Kommaregeln. Sie geben an, wo ein Komma stehen soll und wo keines zu stehen braucht. Bei wohlwollender Auslegung kann man weiterhin Kommas setzen, um die Satzstruktur leichter verständlich zu machen, also auch dort, wo es nach den reformierten Regeln nicht mehr vorgeschrieben ist.

## Zu einzelnen Regelungen

### Laute und Buchstaben
Die Änderung von Laut-Buchstaben-Zuordnungen führte zahlreiche Änderungen oder Alternativen ein. Diese wurden teils mehr, teils weniger akzeptiert.

### Ss-ß-Schreibung und Dreifachbuchstaben

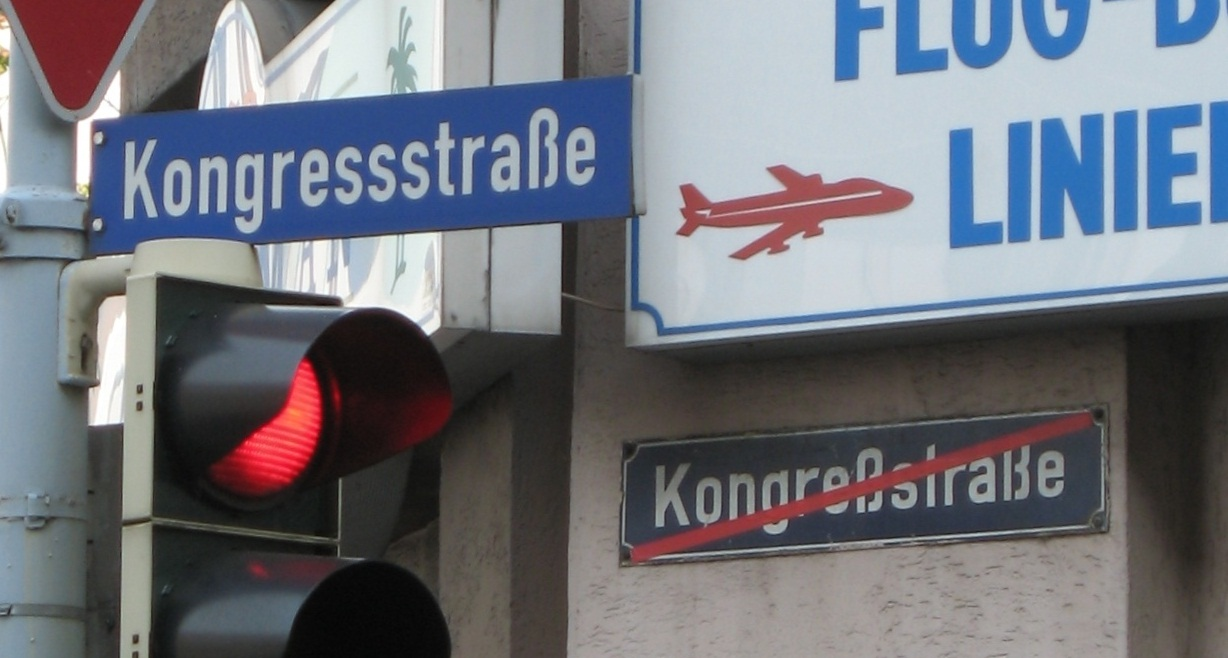
Rechtschreibreformiertes Straßenschild in Aachen

Die Umstellung der Schreibung von ß und ss gemäß der heyseschen s-Schreibung hat von allen Teilen der Rechtschreibreform die augenfälligste Änderung des Schriftbildes mit sich gebracht; allerdings ist es auch die einzige Regel, die Lehrer konsequent korrigieren und die (nicht nur) von Befürwortern der Rechtschreibreform konsequent angewandt wird. Zur inhaltlichen Kritik an der Neuregelung gesellt sich Protest gegen die Umstellung des gewohnten Schriftbildes an sich.
Der alte Merkspruch: „ss am Schluß bringt nur Verdruß“ wird abgeschafft. Der Neuregelung zufolge steht ss immer da, wo bisher nach kurzem Vokal ß stand, ß selber steht nur noch nach langem Vokal. ss wird also nun überall dort gebraucht, wo auch andere doppelt dargestellte Konsonanten gebraucht werden (essen, isst wie treffen, trifft). Allerdings gibt es weiterhin Ausnahmen, wie Verständnis und Bus. Weiterhin gilt auch, wie bei anderen Konsonanten, das Stammprinzip: die Last, aber ihr lasst (von lassen), analog zu die Kante aber ich kannte (von kennen).
Die ss-ß-Schreibung sei zu einer der Hauptfehlerquellen von Anwendern der rechtschreibreformierten Regeln geworden (siehe Harald Marx: Rechtschreibleistung vor und nach der Rechtschreibreform: was ändert sich bei Grundschulkindern?): die neue Erklärung setze nur noch phonologisch an und leite so zu Fehlschreibungen wie „Verständniss“. Man habe zusätzlich die Wahlmöglichkeit – und damit die Unsicherheit – der Schreibenden vergrößert. Wo früher am Wortende Auswahl zwischen zwei Schreibweisen (s oder ß: Bus – Kuß) war, gelte es jetzt, zwischen drei Schreibweisen unterscheiden zu müssen (s, ss oder ß: Las – Bass – Maß). Die Zufallstrefferquote werde von 50 % auf 33 % vermindert, zumal je nach Dialekt, Soziolekt oder Idiolekt lange und kurze Vokale nicht treffsicher unterschieden werden könnten (ist das kurz oder lang?). Dabei blieben die Hauptprobleme, die durch die Regel beseitigt werden sollen, bestehen: man müsse weiterhin zwischen das und dass unterscheiden, ebenso wie bei ist und isst. Im Gegenteil, hier verschärfe sich das Problem, denn die Verwechslungsgefahr sei wegen der nun noch ähnlicheren Wortbilder größer.
Auch wird eine der wichtigsten Funktionen des ß verkannt und zerstört: die Markierung der Silbenfuge und besonders der Wortfuge. Wörter wie Missstand sind nicht nur kritisiert worden, weil einige meinen, ihnen fehle Ästhetik, sie sind auch schwerer zu lesen. Die Schreibung von Messergebnis statt Meßergebnis zwinge den Leser, das Wort zweimal zu lesen, denn die erste Lesung sei automatisch Messer-gebnis. Ein ähnliches Beispiel ist Prozessorganisation. Dem ist jedoch entgegenzuhalten, dass Wörter niemals einzeln gelesen werden, sondern immer in Gruppen, vgl. auch Großer-zeuger bzw. Groß-erzeuger. Dieses Beispiel zeigt auch, dass ß auch nach traditioneller Schreibung (vor allem vor Vokalen) keineswegs eindeutig die Silbenfuge markiert. Des Weiteren wird bei den anderen Konsonanten die Silbenfuge auch nicht speziell angezeigt (nachteilig, Nachteilzug; Druckerzeugnis). Außerdem ist auch in traditioneller Rechtschreibung bei vielen Wörtern die Bedeutung nur aus dem Zusammenhang zu erschließen (so bei „Schloß“/„Schloss“). Jedenfalls wird aber mit der adelungschen s-Schreibung das in heysescher s-Schreibung häufig auftretende und schlecht lesbare dreifache „s“ an Wortfugen (siehe z. B. Messschieber) vermieden. Allerdings lässt die neue Rechtschreibung zur besseren Lesbarkeit Bindestriche zu (Mess-Ergebnis).
Gegner der Reform meinen, dass das ß als Verhinderung der Trennung als s-s entfällt und dadurch Computerprogramme nun Mes-sergebnis statt Meß-ergebnis trennen. Befürworter meinen, dass dies nur zeige, dass die Programme verbessert werden müssen – auch, weil bei in der Schweiz üblicher Schreibung generell kein ß verwendet werde und somit das Problem reformübergreifend existiere.
Seit die Verwendung von ss und ß nach der neuen Regelung festgelegt ist, haben mehr Wörter bzw. Wortformen (aufgrund hochsprachlich anerkannter Phonemvariation) keine eindeutige Schreibweise mehr. Die Wortform Geschoss (Nominativ, Singular) zum Beispiel darf in reformierter Schreibweise in Süddeutschland und Österreich wegen anderer Aussprache auch „Geschoß“ geschrieben werden. Allerdings gibt es auch in traditioneller Schreibweise die Varianten anderer Wortformen dieses Wortes: z. B. „Geschosse“ und „Geschoße“. Neu hinzugekommen ist die nun anerkannte Variation „die Mass Bier“ neben „die Maß Bier“.
Für Ausländer, die Deutsch nur als Fremdsprache lernen, ist das Dreifachbuchstabenproblem weniger wichtig; dagegen bringt die Neuregelung den wesentlichen Vorteil, dass man schon an der Schreibweise erkennt, dass z. B. das a in Masse kurz, aber in Maßkrug lang ausgesprochen werden muss und dass es logischerweise „messen“, „der Messprozess“ bzw. „die Messgröße“ heißt, aber z. B. „das Winkelmaß“. Das ß als deutscher Ausnahmebuchstabe bekommt hier eine echte Funktion, auf welche man verzichtet, wenn man wie in der Schweiz durchgehend ß durch ss ersetzt.
Ein im Deutschunterricht für Ausländer neu erstandener typischer Lesefehler tritt beim Wort „bisschen“ auf, das in der adelungschen Schreibung als „bißchen“ eindeutig biß-chen, in der heyseschen Schreibung aber auf Anhieb immer bis-schen gelesen wird.

#### Dreifachschreibung am Beispielfff
Nach alter Schreibung galt: Folgt ein Vokal, werden aus drei gleichen Konsonanten zwei, folgt ein weiterer Konsonant, bleiben alle drei gleichen Konsonanten erhalten.
Beispiele: (alt) Schiffahrt – (neu) Schifffahrt, oder (alt) Sauerstoffabrik – (neu) Sauerstofffabrik.
Die Sauerstoffflasche wurde aber auch nach alter Schreibung mit drei f geschrieben. Auch bei einer Silbentrennung an dieser Stelle wurden immer schon alle drei f geschrieben (Sauerstoff-fabrik).
Nach den Kritikern kommt es nun zur vermehrten Konsonantenhäufung, da ja immer drei Konsonanten geschrieben werden müssen.
Nach der neuen Rechtschreibung wird empfohlen, in schwierigen Fällen durch Bindestriche deutlich zu machen, wo sich die Wörter zusammenfügen.
Aber auch bei Vokalen gilt: See-Elefant liest sich leichter als Seeelefant. Das galt aber bereits bei der alten Rechtschreibung.

### Umlautschreibung zur Stärkung des Stammprinzips
Die Änderung von e in ä in einzelnen Wörtern soll das Stammprinzip verstärken und damit Schreibweisen ableitbar machen. Dies wurde auch vor der Reform in vielen Fällen beachtet, die Reformer waren aber um eine weitere Vereinheitlichung bemüht, um Ausnahmefälle abzubauen. Sie haben jedoch Bruchlinien nur unsystematisch verschoben, aber nicht behoben: aufwenden versus aufwändig und Aufwand, aber unverändert ersetzen, ersetzbar und unersetzlich versus Ersatz.
Gegen die Änderung von e in ä wird argumentiert, dass in einigen besonderen Fällen die Unterscheidbarkeit eines Wortpaars aufgehoben wird: aufwendig von aufwenden gegenüber aufwändig für auf der Wand (vergleiche wendig, notwendig, inwendig, auswendig), greulich von grausam zur Unterscheidung von gräulich von grau. Reformbefürworter weisen darauf hin, dass diese Fälle in ihrer Zahl gering sind und oft konstruiert wirken: So ist aufwändig so selten in der Bedeutung auf der Wand, dass der Duden dieses Wort nicht kennt, und gräulich (von grau) ist nur eine akzeptierte Nebenform zu graulich. Kritisiert wird auch, dass nicht konsequent für alle Wortarten das Stammprinzip angewandt wird: Eltern, das auf alt zurückgeführt werden kann, wurde nicht in Ältern geändert.
Weitere Kritik richtet sich insbesondere gegen Fälle, in denen eine Volksetymologie legitimiert (oder durch die Reform erst suggeriert) wird (belämmert zu Lamm, einbläuen von blau usw.).
Befürworter entgegnen, dass es für die Erlernbarkeit irrelevant sei, ob die Schreibweise auf historisch korrekter Etymologie beruhe (dazu oben: zur Grundsatzentscheidung gegen eine durchgehend etymologisch begründete Rechtschreibung). Sie sehen darin eine Anpassung an den Sprachgebrauch und somit eine Vereinfachung.

### Fremdwörter
Begrüßt wurde von einigen die Möglichkeit, Endungen wie -graphie fortan als -grafie zu schreiben. Hierdurch wird nach Meinung der Reformbefürworter der Lesefluss erleichtert. Beanstandet werden aber Mischformen aus etymologischer und eingedeutschter Schreibung: Orthografie mit th, aber ohne ph.
Ein weiterer Einwand der Gegner ist, dass durch die weitgehend phonetische Schreibung von Fremdwörtern und damit die Vergrößerung der Distanz zwischen ursprünglichem und deutschem Wort das Bildungsniveau noch weiter gesenkt werde. Reformbefürworter unterstellen da, dass solche Kritiken in ihrem Wesen als Gesellschaftspessimismus zu bezeichnen seien, der sich nur an sprachlichen Einzelheiten manifestiere, aber mit der Sprache und deren Verschriftung eigentlich nichts zu tun habe.
Auch die neu eingeführte Abhängigkeit der Hauptwortstämme von den (eigentlich von diesen abgeleiteten) Zeitwortstämmen erhöht den Unterschied zu den Herkunftsformen (Flopp statt bisher Flop wegen floppen, Desktopp statt bisher Desktop wegen desktoppen, und so weiter) und kann Unsicherheiten hervorrufen: Stopptafel, aber „STOP“-Tafel.
Zu begrüßen sei im Prinzip, dass es nicht Sache der deutschen Sprache sein kann, alle Fremdwörter immer so wie in der Gebersprache zu schreiben. Überdies gibt es seit längerer Zeit Beispiele von erfolgreicher orthografischer Eindeutschung, vgl. Plüsch aus französ. peluche, Büro aus frz. Bureau, Schock aus frz. choc u. Ä. Die Reform führt also diese Linie bei vielverwendeten Wörtern weiter.
Dagegen kann man argumentieren, dass die deutsche Sprache sich durch diese Eindeutschungen aus dem Verband anderer westeuropäischer Sprachen wie Französisch und Englisch verabschiede, die beide ebenfalls das Prinzip der etymologischen Schreibung von Fremdwörtern kennen. Andere europäische Sprachen passen Fremdwörter jedoch wesentlich stärker orthografisch an – beispielsweise Italienisch (vgl. dittongo „Diphthong“, ritmo „Rhythmus“, filosofo „Philosoph“ usw.) oder Spanisch (vgl. quiosco „Kiosk“, dólar „Dollar“, güisqui „Whisky“ usw.), und selbst auf Französisch heißt es fantôme im Gegensatz zum deutschen Phantom (obgleich dies französischen Ursprungs ist).

### Groß- und Kleinschreibung
Die Rechtschreibreform fördert die Großschreibung vieler Wörter:
- mit Bezug auf, in Bezug auf (früher: mit Bezug auf, in bezug auf)
- im Nu, im Nachhinein (früher: im Nu, im nachhinein)
- heute Abend, aber: heute früh (auch: heute Früh; früher: heute abend, heute früh)
- alles Weitere, alles Übrige (früher: alles weitere, alles übrige)

Nach Meinung der Reformgegner entstanden in vielen Fällen schwere Grammatikfehler, oder es gingen Bedeutungsunterscheidungen verloren:
- Bei Abend in heute Abend handle es sich um kein Substantiv, das eine Großschreibung legitimieren würde. Befürworter argumentieren, dass es sich um eine verkürzte Schreibweise von heute am Abend handelt. Gegner argumentieren wie folgt:
  - Es handelt sich um eine vereinfachte Fassung von heute abends.
  - Ein Adverb vor einem Substantiv kommt sonst im Deutschen nicht vor und verlangt eine Neuerung in der Grammatik. „Die Großschreibung der Tageszeiten (gestern Abend) ist grammatisch nicht konstruierbar.“[20]
  - Die neue Schreibweise „heute Abend“ verleitet offensichtlich dazu, z. B. auch „Samstag Abend“ zu schreiben; das aber ist nach wie vor falsch.

- Beim Gegenstück heute Morgen, gestern Morgen bewirkt die konsequente Großschreibung der Tageszeit eine nach alter Rechtschreibung fehlende Klarheit; Morgen großgeschrieben bedeutet eindeutig am Morgen, morgen kleingeschrieben eindeutig am Tag, nachdem es gesagt oder geschrieben wurde.

- Leid tun (Leid zufügen), so die Reformgegner, sei etwas anderes als leid tun (Mitleid erregen). Die Reformer meinten im Jahr 2004, dieses Problem in einer Revision der Reform dadurch beseitigt zu haben, indem sie neben Leid tun zusätzlich noch leidtun erlaubten. Allerdings verschlimmere dies laut Gegnern der Reform das Problem, denn Leid tun kann immer noch für Mitleid empfinden geschrieben werden, und die Uneindeutigkeit bleibe erhalten. Dies und das zusätzliche leidtun von 2004 (das die Regeln noch beliebiger mache) untergrüben das Sprachgefühl des Schreibenden. Vergleiche dazu auch das englische „I am sorry“ (es tut mir leid), nicht etwa „I have sorry“, also ist das „leid“ rein adjektivisch. Dies lässt sich auch an der Steigerung „Es tut mir sehr leid“ sehen, denn niemand würde ernstlich schreiben „Es tut mir sehr Leid“, was analog wäre zu „Ich fahre sehr Auto“. Die Schreibweise „Es tut mir Leid“ sollte zunächst nach Absicht der Reformer die einzig gültige werden, seit 2006 gilt sie wieder als falsch.

- Recht haben (eine richtige Meinung vortragen), das Wort „recht“ werde zu Unrecht als verblasstes Substantiv angesehen, da das Wort „recht“ als Adverb fungiere, wie man z. B. daran erkenne, dass die Verneinung lautet: „nicht recht haben“ statt „kein Recht haben“; ebenso lautet ein Satz wie „völlig recht haben“ nicht „völliges Recht haben“ (analog zu „völlig Auto fahren“). Vergleiche auch Englisch „I am right“ – „Ich habe recht“, also rein adjektivischer Gebrauch von „recht“ im Sinne von „richtig“. Die unterschiedliche Wahl des Verbs darf man aber nicht vom Tisch wischen. Und die Verneinung mit nicht schließt nicht aus, dass statt eines Adverbs ein Objekt folgt: „Ich möchte nicht Butter essen“ ist genauso möglich wie „Ich möchte keine Butter essen.“ Im ersten Fall wird Butter essen verneint, im zweiten Fall nur Butter.

- Not sein: Der Spruch von Gorch Fock, „Seefahrt ist not“, sei adverbialer Gebrauch von „not“ im Sinn von „notwendig“. „Seefahrt ist Not“ hat einen anderen Sinn.

- Des Weiteren/Im Übrigen/Im Allgemeinen/Im Wesentlichen: Diese Floskeln sind nur andere Schreibweisen für „weiterhin“ bzw. „übrigens“ oder „allgemein“. Die Großschreibung derartiger Füllwörter lenkt von den eigentlichen Substantiven des Satzes ab, außerdem erwartet man eher In der Allgemeinen, wobei eine Zeitung, etwa die Frankfurter Allgemeine, gemeint wäre.

- beim Alten: Hier wird suggeriert, dass entweder Siegfried Lowitz aus der ZDF-Krimiserie „Der Alte“ gemeint ist oder gar Jürgen Prochnow als der Kapitän eines U-Boots. Es könnte auch eine Ehefrau von ihrem Mann sprechen. Gemeint ist aber schlicht: „alt“, also eine rein adjektivische Bedeutung.

- fürs Erste: Hier könnte man zu Unrecht annehmen, es handele sich um die ARD, gemeint ist aber lediglich eine Umschreibung von „zuerst“ oder „zunächst“.

- Die Großschreibung in festen Verbindungen ist nur punktuell, ad hoc geändert worden. „Wenn die Unterscheidung zwischen wörtlichem, übertragenem und idiomatischem Gebrauch nicht eindeutig getroffen werden kann, dann kann auch die Groß- und Kleinschreibung nicht in eindeutige Regeln gefasst werden.“[20]

### Getrennt- und Zusammenschreibung
Die Getrennt- und Zusammenschreibung war bisher nicht amtlich geregelt, sondern beruhte auf Einzelentscheidungen und Wörterbucheinträgen der Dudenredaktion, die diese erst später zu systematisieren versucht hat. Tendenziell sollte bei wörtlichem Gebrauch getrennt, bei übertragenem Gebrauch oder bei „spezifischer lexikalisierter Bedeutung“ zusammengeschrieben werden: Die Besucher sind stehen geblieben (= standen weiterhin), aber Die Besucher sind stehengeblieben (= haben einen Halt gemacht).
Nach Meinung der Reformer war diese Regelung unübersichtlich, kompliziert und unsystematisch, da beispielshalber im Gegensatz zum „regelkonformen“ sitzen bleiben (= auf einem Stuhl) / sitzenbleiben (= nicht versetzt werden) Wörter existierten, die immer getrennt oder zusammengeschrieben werden mussten – so schrieb man zum Beispiel liegenbleiben immer zusammen (egal, ob man auf einer Liege liegen bleibt oder ob eine Sache liegen bleibt [= vergessen wird]), während baden gehen immer getrennt geschrieben wurde (egal, ob man in einem See baden geht oder mit einer Sache baden geht [= scheitert]).
Als Beispiel für die Willkür der bisherigen Regelung wird fast immer das Beispiel Auto fahren in Konkurrenz zu radfahren genannt. Reformgegner behaupten, dieses Beispiel beruhe auf einem Missverständnis: Bei „richtiger Dudenexegese“ [Ickler] habe man daraus, dass nur radfahren, nicht aber autofahren einen eigenen Wörterbucheintrag gehabt habe, keineswegs darauf schließen müssen, dass man je nach Kontext nicht auch autofahren und Rad fahren habe schreiben dürfen. Tatsächlich hatte der Duden vor der Reform einen Eintrag, der die Inkonsequenz herausstellte, aber nicht behob; unter dem Stichwort Auto wurde vorgeschrieben: „(↑R 207:) Auto fahren; ich bin Auto gefahren; (↑R 32:) Auto und radfahren, aber: rad- und Auto fahren“ (zitiert nach der 19. Aufl., 1986). (Siehe dazu oben: zur Grundsatzentscheidung für die Freigabe alternativer Schreibweisen.)

#### Folgen semantischer Art
Durch die Neuregelung konnte ein Bedeutungsunterschied mit Hilfe der Getrennt- und Zusammenschreibung oft nicht mehr getroffen werden; alleine der Kontext gibt in diesen Fällen Auskunft, wie die Wortgruppe zu verstehen ist. Von allen Entscheidungen zur Rechtschreibreform hat diese wohl die meiste Kritik auf sich gezogen.
Kritiker nennen zahlreiche Fälle, in denen nach der früheren Rechtschreibung die getrennt und die zusammengeschriebene Variante unterschiedliche Bedeutungen hatten: sitzenbleiben (nicht versetzt werden), aber: sitzen bleiben (nicht aufstehen); schwerbeschädigt, aber: schwer beschädigt; weiter entwickeln (andauernde Entwicklung) oder weiterentwickeln (Fortschritt). In der ersten Form der neuen Regeln war die getrennte Schreibung vorher zusammen geschriebener Verbindungen Adverb und Verb oder Partizip zwingend vorgeschrieben: sitzen bleiben, schwer beschädigt sowie weiter entwickeln. Inzwischen ist als Variante auch die Zusammenschreibung zugelassen: sitzenbleiben, schwerbeschädigt und weiterentwickeln.
So wurde mit der Reform der Reform auf Kritik reagiert, dass die Abschaffung der unterschiedlichen Schreibweisen beim Lesen zu Missverständnissen und beim Schreiben zum Verlust an Ausdrucksmöglichkeiten führe.
Reformbefürworter argumentieren, die Bedeutung ergebe sich aus dem Kontext. In Präsens und Präteritum komme man ja auch ohne Unterscheidung von Getrennt- und Zusammenschreibung aus: Er bleibt / blieb sitzen.

#### Folgen für die gesprochene Sprache
Reformbefürworter argumentieren weiterhin, auch in der gesprochenen Sprache gebe es keinen Unterschied zwischen Getrennt- und Zusammenschreibung. Dieses Argument ist jedoch nicht immer für alle Muttersprachler nachvollziehbar, da manche von ihnen kleine Sprechpausen bei Getrenntschreibung machen.
Außerdem gibt es in einigen Fällen unterschiedlicher Bedeutung sehr wohl einen Unterschied in der Betonung, z. B. er hat die Arbeit schlecht geMACHT (schlecht gemacht – die Qualität der Arbeit war tatsächlich schlecht) gegenüber er hat die Arbeit SCHLECHTgemacht (schlechtgemacht im Sinne von negativ dargestellt). Die Zusammenschreibung von „schlechtmachen“ und „schönreden“ wurde für diese übertragenen Bedeutungen deshalb bei der Reform beibehalten. Bei dem Satz dieses Problem ist wohl beKANNT (wohl bekannt) gegenüber dieses Problem ist WOHLbekannt (wohlbekannt) und ähnlichen Verbindungen mit dem Adverb „wohl“ bringt die traditionelle Zusammenschreibung einerseits eine Verdeutlichung, ist oder war aber spitzfindig; „wohl“ in der Bedeutung „gut“ oder „sehr“ sollte ebenso wie „gut“ mit dem so bestimmten Partizip zusammengeschrieben werden, „sehr“ und als Negation „wenig“ aber nicht. Beim obigen Beispiel SCHWERbeschädigt wurde das zusammengeschriebene Substantiv „Schwerbeschädigter“ (Mensch mit amtlich anerkannter Behinderung) beibehalten und in dieser Bedeutung als Adjektiv wieder eingeführt.
Soweit Reformgegner anerkennen, dass die reformierten Regeln vom phonetischen Standpunkt her vertretbar sind, bleibt ihnen die Argumentationslinie, die geschriebene Sprache sei nicht einfach nur ein Abbild der gesprochenen Sprache, sondern ein System eigenen Rechts: Unterscheidungen, die man in der gesprochenen Sprache nicht höre, könnten doch in der Schriftsprache sinnvoll sein, da sie zum besseren und schnelleren Textverständnis beitragen und die Lesegeschwindigkeit erhöhen können. Das betrifft besonders die Betonung:
- Wer vorliest, muss nun erst aus dem Zusammenhang die Bedeutung erschließen und danach die Betonung bestimmen. „Einer muss sich plagen, der Schreiber oder der Leser“, sagt Wolf Schneider[23].
- Die neuen Zusammenschreibungen „mithilfe“ und „zurzeit“ verstoßen gegen die Regel, dass Zusammensetzungen auf dem ersten Bestandteil betont werden. (Auch sind sie in § 39 der Regelung nicht begründet, und man darf die Bestandteile weiterhin getrennt schreiben.)

Die Regeln für Getrennt- und Zusammenschreibung sind vom Rat für deutsche Rechtschreibung 2006 wesentlich überarbeitet worden, und entsprechende Änderungen werden empfohlen. Dabei wird die Schreibweise zum Beispiel von der Akzentführung abhängig gemacht.

#### Deutung derAmtlichen Regelungin wichtigen Wörterbüchern
Theodor Ickler vergleicht das neue Wörterbuch des Wahrig-Verlags und den Duden (Erscheinungstermin 2. Februar 2006), findet, dass „die beiden wichtigsten Wörterbücher eklatant voneinander abweichen“ und „vollends absurd (… z. B. ein im) Duden zusammengeschriebenes halbautomatisch (und siebzehn weitere Beispiele) mit Betonung auf der ersten Silbe und die getrennt geschriebene Wortgruppe halb automatisch mit der Betonung auf (der zweiten …). Im Infokasten wird hochanständig als ‚Partizip‘ bezeichnet. (…) Insgesamt dokumentiert der Wahrig (…) recht zuverlässig die von den Kultusministern jüngst verordnete Schulorthographie. Sie stellt der deutschen Sprachwissenschaft kein gutes Zeugnis aus (…). Neue Skurrilitäten trüben das Bild gleich wieder ein.“
Auch hier kann wieder bei der Abwägung der Argumente die Außensicht des „Schülers“ gegenübergestellt werden: Aus der Sicht der Schule ist es natürlich erfreulich und sehr effektiv, wenn alle Wörter stets getrennt werden, da sich so die Zahl der anzukreidenden Fehler stark vermindert, während ein Leser aber immer erst aus dem Zusammenhang die richtige Betonung erschließen muss, z. B. „schlecht singen“ versus „schön reden“ versus „schönreden“. Nicht nur der Fremdsprachler erkennt aber bereits aus der eingebürgerten Schreibweise die richtige Betonung.

### Schreibung mit Bindestrich
In diesem Punkt ist der Anspruch der Reform, die „Regelung der deutschen Rechtschreibung den heutigen Erfordernissen anzupassen“, vergleichsweise leicht nachvollziehbar: Die zunehmende Komplexität der heutigen Lebensverhältnisse bringt immer neue, oft mehrgliedrig zusammengesetzte Wörter mit sich. Die Möglichkeit, zusammengesetzte Wörter mit einem Bindestrich in Sinn-Einheiten (oder: Sinneinheiten) gliedern zu können, kann bei vernünftigem Gebrauch das Lesen erleichtern. Jedoch kann zum Teil (z. B. bei missverständlichen Wörtern) auch in der traditionellen Rechtschreibung ein Bindestrich gesetzt werden (Druck-Erzeugnis, aber Drucker-Zeugnis).
Reformgegner sind der Meinung, dass es unverständlich sei, dass ein Bindestrich nicht mehr gesetzt werden muss, wenn drei Vokale bei einem Kompositum auftreten. So hieß es vor der Reform ausschließlich „Kaffee-Ersatz“. Nach der Reform darf dieses Wort auch „Kaffeeersatz“ geschrieben werden. Die Silbengrenze bzw. Sprechpause inmitten der „e“ könne so nicht sofort erkannt werden. Reformbefürworter entgegnen, dass dies nur eine Erweiterung der Möglichkeiten sei. Tatsächlich ist Dreifach-e auch nicht missverständlich, sondern immer als „…ee-e…“ zu lesen, da kein deutsches Wort mit Doppel-e beginnt. Entsprechendes gilt für sämtliche Dreifachkonsonanten.
Reformgegner kritisieren auch, dass in der Praxis paradoxerweise gerade seit der Rechtschreibreform der Gebrauch des Bindestrichs eher ab- als zugenommen habe: Viele aus zwei Teilen bestehende Substantive (z. B. Tomatensuppe), welche in traditioneller Rechtschreibung zusammengeschrieben werden, würden nunmehr getrennt, aber fälschlicherweise ohne Bindestrich geschrieben (z. B. Tomaten Suppe statt Tomaten-Suppe). Im Allgemeinen wird diese Entwicklung aber schon länger beobachtet und eher der Anglisierung als den neuen Bindestrich-Regeln zugeschrieben.

### Zeichensetzung
Die gelockerte Kommasetzung der rechtschreibreformierten Schreibweise vereinfacht laut Befürwortern das Schreiben, erschwert laut Gegnern aber das Lesen, da Kommata oft hilfreich zum Erkennen der formalen Satzstruktur seien. Insbesondere gelte dies für die in der deutschen Sprache relativ häufigen Schachtelsätze, aber auch für Verkettungen von Hauptsätzen mit „und“ oder „oder“. Zwar ist das Setzen von Kommas in den meisten Fällen nicht explizit verboten, sondern wird dem Schreiber überlassen, jedoch hat der eine oder andere Verlag den Kommaeinsatz übermäßig reduziert, möglicherweise um Progressivität zu demonstrieren.
Wenn man Kommas weglässt, ergeben sich Mehrdeutigkeiten oder (durch falschen Zwischensinn) Probleme im Lesefluss:
- Der Lehrer empfahl dem Schüler nicht zu widersprechen.
- Zu dritt saßen sie am Tisch und aßen ein Huhn und die Mutter kam später dazu.
- Komm wir essen Opa.

In derartigen Fällen wird die Kommasetzung z. B. von der Dudenredaktion empfohlen.
Eine völlig neue Kategorie von Kommafehlern entsteht durch die (irrige) Annahme, jedes Komma vor „und“ und „oder“ (zwischen Hauptsätzen) sei durch die Reform fakultativ geworden. An dieser Stelle ist aber auch weiterhin das Komma dann Pflicht, wenn der vorausgehende Satz mit einem Nebensatz (oder einem anderen kommabegrenzten Einschub) schließt.
Bei der letzten Revision der Reform (2006) wurden viele Kommas (bei erweiterten Infinitiven) wieder vorgeschrieben, die zwischen 1996 und 2006 weggelassen werden durften (und wurden). Dies führt zu einer Vielzahl von Literatur, die:
- aus den Jahren 1996 bis 2006 stammt und nach heutigen Regeln formale Fehler enthält oder
- die neuer als 2006 ist, jedoch die aktuellen Regeln ignoriert.

### Worttrennung
Bei den Worttrennungen hat es recht wenige Änderungen gegeben. Am auffälligsten sind der Wegfall des s-t-Trennungsverbots („Trenne nie s-t, denn es tut ihm weh!“) und die Neuerung bei ck. Ersteres hat mit dem Setzen der Bleilettern in der Druckerei zu tun gehabt, bei dem es für „st“ eine einzelne Letter gab. Neu darf man also etwa „Ins-tanz“, „Ins-truktion“ oder „Des-tillation“ trennen. Weiterhin erlaubt bleibt die Worttrennung nach Wortbestandteilen, also „In-stanz“. Das bedeutet aber nicht, dass st nunmehr an jeder Stelle getrennt werden muss, an der es auftritt. „Mauerstein“ wird weiterhin „Mauer-stein“ getrennt und nicht „Mauers-tein“. Solche Trennungen traten nach der Rechtschreibreform gehäuft auf, sind aber falsch. Ein neues Phänomen ist, dass nunmehr zulässige, aber etymologisch falsche Trennungen wie „Diag-nose“ und „Kons-truktion“ statt etymologisch „Dia-gnose“ und „Kon-struktion“ deutlich erkennen lassen, ob der Schreiber Griechisch- bzw. Lateinkenntnisse hat.
Bei der Neuregelung für die Trennung von Wörtern mit „ck“ sollte eine Ausnahmeregelung abgeschafft werden. Wird ein Wort mit „ck“ geschrieben (wie beispielsweise „Hacke“), dann wurde früher bei der Silbentrennung dieses durch „k-k“ ersetzt: „Hak-ke“. Nach neuer Schreibung ist jetzt „Ha-cke“ richtig. Dies geschah in Angleichung an die Trennung bei „ch“. Beispielsweise wird „Sa-che“ nach alter wie nach neuer Schreibung vor dem „ch“ getrennt.
Kritiker hingegen meinen, damit sei eine neue Ausnahme geschaffen worden, denn „ck“ sei im Gegensatz zu „ch“ ein Doppelkonsonant und nicht ein Digraph. „Ck“ sei jetzt der einzige Doppelkonsonant im Deutschen, der nicht getrennt wird, und das schaffe ein Lesehindernis. Dadurch, dass „ck“ der Folgesilbe zugeschlagen wird, entstehe eine offene Silbe (eine Silbe, die auf einen Vokal endet). Vokale in solchen Silben werden nach deutschen Ausspracheregeln lang ausgesprochen. Vokale vor ck werden aber kurz ausgesprochen (wie alle Vokale vor Doppelkonsonanten). Beispiele wie „Sa-che“ zeigen allerdings, dass Vokale in solchen Silben sehr wohl kurz ausgesprochen werden. Die Einführung eines Konzeptes wie Digraph zur Erklärung der Trennungsregeln würde das Regelwerk zudem verkomplizieren und nicht vereinfachen.
Die neuen Regeln erlauben generell, nach Sprechsilben zu trennen. So ist nun neben der alten Trennung „Heliko-pter“ auch die Trennung „Helikop-ter“ zulässig, neben „Chir-urg“ nun auch „Chi-rurg“. Das gilt auch für deutsche Wörter: „Her-aus“ darf nun zusätzlich „he-raus“ getrennt werden, „vor-aus“ zusätzlich „vo-raus“. Kritiker führen das vermehrte Auftreten der falschen Schreibweise „vorraus“ auf die Neuregelung der Trennung zurück. Auch eine rein mechanische Trennungsmöglichkeit wurde nach der Rechtschreibreform 1996 angewendet: Der letzte Konsonant kam auf die neue Zeile („Konst-ruktion“, „zent-ral“). Diese Regel wurde 2006 revidiert. Sinnentstellende Trennungen (bis auf Fremdwörter, s. o.) sind nicht mehr zulässig, wie bei Trennung von Wortfugen. Beispiel: Walduhu wird „Wald-uhu“ getrennt, nicht aber „Wal-duhu“. Auch Trennungen wie „Wunsc-herfüllung“ oder „wünsc-hen“, die bei einer rein mechanischen Trennung möglich wären, sind nicht zulässig.
Neu zulässig war das Abtrennen einzelner Buchstaben, etwa „ü-ber“. Kritiker argumentieren, dass diese Trennungen zum einen unnötig seien, zum anderen diese Regel in Zusammensetzungen zu unverständlichen Gebilden wie etwa „Ruma-roma“ führe. Diese Regelung wurde auf Vorschlag des Rates für deutsche Rechtschreibung 2006 wieder zurückgenommen.

## Schreibpraxis
In der tatsächlichen Rechtschreibung scheint sich eine Art Kompromiss zwischen alter und neuer Rechtschreibung durchgesetzt zu haben: ss versus ß nach Heyse, Worttrennung bzw. Zusammenschreibung ebenfalls nach den gültigen Regeln, oft jedoch in der zugelassenen traditionellen Variante.